# Гуттен-Чапский, Станислав
Станислав Гуттен-Чапский (пол. Stanisław Hutten-Czapski, 1779, Несвиж — 1844, Кейданы) — граф, полковник армии Варшавского герцогства, участник наполеоновских войн, кавалер орденов «Virtuti Militari» и Почётного легиона.

## Биография
Представитель польского магнатского рода Гуттен-Чапских герба «Лелива». Сын последнего воеводы хелминского Франтишека Станислава Костки Чапского (1725—1802) и Вероники Иоанны Радзивилл, сестры князя Кароля Станислава Радзивилла «Пане Коханку».
Учился в Несвижском иезуитском и Виленском пиарском коллегиумах. В 1811 году новый несвижский ординат, князь Доминик Иероним Радзивилл, передал ему замок Кейданы как часть наследства его матери.
В 1812 году Станислав Гуттен-Чапский участвовал на стороне Наполеона в войне против Российской империи. Сформировал 22-й пехотный полк, во главе которого принял участие в боях с русскими под Новым Свержанем и Койдановом. Участвовал в битве под Березиной и был награждён орденом «Virtuti Militari». В 1813 году принял участие в военной кампании, за что получил в награду орден Почётного легиона. Затем эмигрировал в Париж, где находился до 1815 года, когда вынужден был вернуться в Кейданы из-за угрозы русских властей конфисковать у него имущество.

## Семья
Был женат на Софии Обухович, дочери последнего каштеляна минского Михаила Обуховича (ок. 1760—1818) и Франциски Ржевуской, от брака с которой имел трёх сыновей. Мариан и Эдвард Гуттен-Чапские участвовали в польском восстании 1863—1864 годов, за что были отправлены в ссылку в Сибирь, а их имения конфискованы.